# Jeannette Gräfin Beissel von Gymnich
Jeannette Gräfin Beissel von Gymnich, geborene Brogan (* 19. Oktober 1953 in Bonn) ist eine deutschsprachige Autorin amerikanischer Abstammung. Sie ist Gründerin einer Stiftung und beteiligt an mehreren sozialen Einrichtungen.

## Leben und Wirken
Jeannette Brogan verbrachte als Tochter des US-Diplomaten John A. Brogan ihre Kindheit in Europa, den USA und Südamerika. Sie studierte Sprachen und Literatur in den USA und in Frankreich.
1984 heiratete sie Franz Josef Graf Beissel von Gymnich und zog auf die Wasserburg Burg Satzvey in Mechernich. Hier wurden ihre beiden Kinder, Patricia und Max geboren. Bis sie sich ab 2000 auf das Publizieren eigener Schriften konzentrierte, organisierte sie mit ihrem Mann „... historische Veranstaltungen und Incentives auf Burg Satzvey“. Von 2000 bis 2012 war sie Vorsitzende des Vorstands der Touristik Agentur Mechernich. Seit 2012 verfolgt ihre Tochter mit der Patricia Gräfin Beissel GmbH – Konzepte und Entertainment die von den Eltern initiierte Tradition zum Erhalt der Burg durch vielfältige Events und historische Veranstaltungen. 2019 gründete sie ein eigenes Label, Heartfelt, für die Herstellung von individuellen Taschen und Slippern.

## Ehrenamtliche Engagements
Seit Gründung im Jahr 1998 ist Gräfin Beissel  Vorsitzende des Fachbeirats der Schumaneck gGmbH, die familienanaloge Heimeinrichtungen für Kinder und Jugendliche in Brühl und Umgebung unterhält. 2002 initiierte sie das erste Europatreffen der am Hutchinson-Gilford-Syndrom, auch Progeria genannt, erkrankten Kinder. Gleichzeitig ist sie Gründungsmitglied des Opfer-Netzwerks e.V. in Euskirchen. 2003 führte sie als Schirmherrin das Festival der Guten Taten zugunsten Aktion Mensch in Mechernich durch. Von 2004 bis 2011 war sie Mitglied des Kuratoriums Festival der Guten Taten. Zudem engagierte sich Gräfin Beissel von Gymnich in den Jahren 2000 bis 2011 für MumM e.V. in Euskirchen (Verein gegen sexuellen Missbrauch an Mädchen und Jungen) und für den Orden Communio in Christo, der unter anderem eine Wohneinrichtung für Langzeitpflegebedürftige sowie ein Hospiz in Mechernich betreibt. Von 2013 bis 2015 war sie im Vorstand des Vereins Amerika Haus NRW.

## Stiftung
Die 2008 gegründete und bis 2023 geführte Jeannette Gräfin Beissel von Gymnich Stiftung hilft Kindern und Jugendlichen, die in ihren Familien Leid, Gewalt, Missbrauch oder Verwahrlosung erlebt haben. Zum einen fördert sie die Schaffung und Einrichtung von Kinderhäusern und Familiengruppen (Inventar inkl. Möbel, Küchen- und Waschmaschinen, Wäsche und Kleidung, Spielzeug und therapeutisches Material). Zum anderen können Anträge an die Stiftung gestellt werden, um einzelnen Kindern aus bestehenden Einrichtungen zu helfen (Spezialtherapien, Zusatzbrillen oder andere Gerätschaften wie Rollstühle, Spezialbetten).
Die Stiftung arbeitet zusammen mit Einrichtungen der Kinder- und Jugendhilfe, im Besonderen mit familienanalogen Einrichtungen, dem Landesjugendamt, den Jugendämtern, den Wohlfahrtsverbänden und Initiativen; beispielsweise fand 2012 ein Benefizkonzert der Rockbands Fairytale, Strong Brew, The J Conspiracy und T.O.M.M. statt.

## Veröffentlichungen
- Jeannette Beissel von Gymnich: Aldikadabra: magische Rezepturen aus dem Supermarkt; [Hexereien für den Hausgebrauch]. ZeitgeistVerlag, Düsseldorf 1999, ISBN 3-926224-17-7.
- Und flog in anderes Land. Ein historischer Roman. Emons Verlag, 2004, ISBN 978-3-89705-339-7[5]
- Luxury Houses Schlösser – Castles – Châteaux Germany: Castles in Germany (Luxury Books). teNeues Verlag, 2007, ISBN 978-3-8327-9173-5
- Frauen und ihre Schlösser: Mehr als Glanz und Gloria. Ein Bildband (mit Fotografien von Stefan Schaal) Knesebeck Verlag, 2011, ISBN 978-3-89705-339-7
- mit Stefan Schaal: Frauen führen! Erfolgsgeschichten aus der NRW-Wirtschaft. Verlag Standort Agentur, 2012. ISBN 978-3-937907-40-6[6]
- mit Theodor J. Tantzen: Männer – Leben, Träume und Passionen . Knesebeck Verlag, 2014, ISBN 978-3-86873-643-4[7]
- mit Thimo V. Schmitt-Lord und Maria Platte - Mut durch Herausforderung: Pioniere in der Flüchtlingshilfe. Knesebeck Verlag, 2016, ISBN 978-3-95728-012-1
- mit Thimo V. Schmitt-Lord und Prof. Dr. André Habisch – The Beauty of Impact – Health. Knesebeck Verlag, 2017, ISBN 978-3-95728-187-6
- The Story of a Brand – 40 Years of Engel & Völkers, Engel & Völkers AG, 2018
- mit Claudia Ast, Fotografie und Christian Vogeler: Starke Frauen, JGB edition noblesse, Bad Münstereifel 2019, ISBN 978-3-00-063759-9
- mit Christian Vogeler: Walter Brune, sein Leben. Sein Werk, Knesebeck Verlag, 2019, ISBN 978-3-95728-350-4
- mit Claudia Ast, Fotografie und Christian Vogeler: Frauen und ihre Erfolge, JGB edition noblesse, Burg Satzvey, 2022, ISBN 978-3-00-071692-8
- mit Susanne und Mike Göhre, Fotografie und Christian Vogeler: Die Essenz des Erfolgs, JGB edition noblesse, Burg Satzvey, 2023, ISBN 978-3-00-077031-9
- mit Christian Vogeler: Der Schmücker, Von der Kohle zum Glamour – die Art von Ulrich Pracht, JGB edition noblesse, Burg Satzvey, 2024, ISBN 978-3-00-078248-0

## Film
- Adelsdynastien in NRW (1) – Die Grafen Beissel von Gymnich (Memento vom 6. Oktober 2014 im Internet Archive), Sendung des WDR, 23. Juni 2012